# (466485) 2013 VG11
(466485) 2013 VG11 es un asteroide perteneciente al cinturón de asteroides, descubierto el 15 de octubre de 2013 por el equipo Spacewatch desde el Observatorio Nacional de Kitt Peak (Arizona, Estados Unidos).